# ریچل بوستون
 ریچل بوستون (انگلیسی: Rachel Boston؛ زادهٔ ۹ مهٔ ۱۹۸۲) یک هنرپیشه اهل ایالات متحده آمریکا است. وی از سال ۲۰۰۱ میلادی تاکنون مشغول فعالیت بوده‌است.
از فیلم‌های معروف او می‌توان به بازی در فیلم ارواح دوست دخترهای سابق و ۵۰۰ روز سامر اشاره نمود.